# Madaï
Madaï est un patriarche biblique, cité dans la table des peuples. Il est un fils de Japhet, lui-même fils de Noé.
D'après le Livre des Jubilés, Madaï se serait marié à une fille de Sem et aurait ensuite préféré vivre parmi les Sémites plutôt que sur les terres léguées par Japhet à sa descendance.